# Fyzionotrace

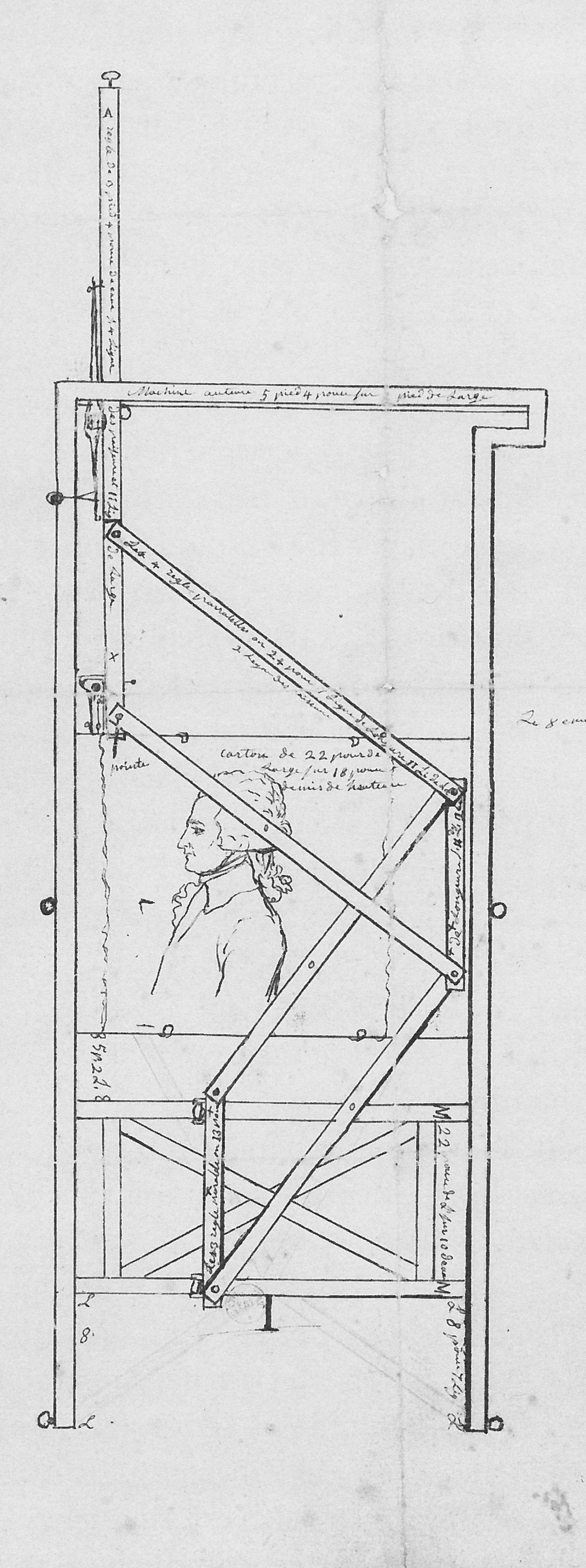
Instrument pro fyzionotraci

Fyzionotrace (z francouzského physionotrace) je zařízení sloužící k nakreslení fyziognomie (podoby, výrazu) nějaké osoby, především profilu, ve tvaru siluety. Funguje na principu pantografu.

## Historie
Fyzionotraci vynalezl v letech 1783–1784 francouzský violoncellista a rytec Gilles-Louis Chrétien (1754–1811). Chrétienův partner poté v roce 1788 tento stroj fyzionotrace nakreslil a tato kresba se nachází ve francouzské národní knihovně.
Druhým mužem, který tento stroj zkonstruoval, byl anglický stavební inženýr a vynálezce John Isaac Hawkins (1772–1855). V roce 1802 si fyzionotraci nechal patentovat a poté se spojil s Charlesem Wilsonem Pealem (1741–1827), americkým malířem, přírodovědcem, vynálezcem a politikem, aby stroj uvedl na trh a nabízel zákazníkům. Zařízení od Johna Hawkinse se od toho prvního lišilo tím, že obkreslilo skutečnou tvář malým proužkem spojeným se sběračem, který zmenšil siluetu na rozměr menší než 2 palce (cca 5 cm). Takovýchto zařízení, jako měl John Hawkins, bylo tehdy na východním pobřeží Spojených států hodně a některé dokonce jeho vynález časově předcházely.
Charles Wilson Peale pak kolem roku 1802 v reakci na popularitu siluet, jež byly vynalezeny koncem 18. století, představil fyzionotraci Johna Hawkinse ve svém muzeu ve Philadelphii. Stroj fungoval tak, že jedna osoba kreslila hlavu sedícího modelu a stroj zároveň vytiskl obrázek na kousek papíru, který se několikrát složil. Obsluhující osoba pak vyřízla střed papíru a ponechala takto "dutě vyřízlý" obrázek. Tyto siluety (profily) pak mohly být samostatně uchovávány, zarámovány nebo uspořádány v albech. Kontrast siluety se vytvářel tak, že se za obrázek dal kousek černého nebo modrého papíru nebo tkaniny.
Charles Wilson Peale zaslal Thomasu Jeffersonovi akvarelovou skicu spolu s podrobným vysvětlením. Kresba se nachází společně s Jeffersonovými dokumenty v kongresové knihovně. Peale v roce 1805 napsal svému příteli Williamu Thorntonovi (1759–1828), což byl americký lékař, vynálezce, malíř a architekt, který mj. navrhl budovu Kapitolu Spojených států amerických, dopis se žádostí o úředně ověřenou kopii patentu fyzionotrace, jež byl vydán Johnu Hawkinsnovi. Peale, který se o tento přístroj zajímal a který měl jeho originál ve svém muzeu, potřeboval kopii, aby podal žalobu proti osobě, která vyrobila zařízení bez oprávnění.
Pro zajímavost se dá uvést, že člověk jménem Sharples, potulný portrétista, který žil také nějakou dobu ve Philadelphii, tento přístroj použil a nakreslil profily tak známých osobností jako George Washington, Dolley Madison a James Madison.